# Maurice Bokanowski

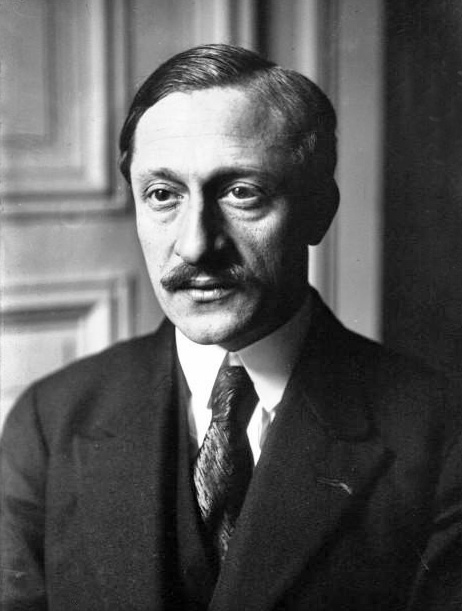

Maurice Bokanowski, född 31 oktober 1879 och död 2 september 1928, var en fransk jurist och politiker.
Bokanowski, som tillhörde en rysk immigrantfamilj av judisk börd, innehade en befattning vid appellationsdomstolen i Paris, när han 1914 invaldes i deputeradekammaren, där han mestadels följde den demokratiskt-republikanska vänstern. 1924 ingick han som marinminister i Raymond Poincarés andra ministär och var sedan 1926 minister för handel och industri i dennes tredje ministär, då han 1928 omkom genom en flygolycka.